# جامعة ساوثرن ميثوديست
جامعة ساوثرن ميثوديست (بالإنجليزية: Southern Methodist University)‏ (Southern Methodist أو المعروفة باسم SMU) حرفيا: الجامعة الميثودية الجنوبية هي جامعة بحثية خاصة في دالاس فورت ورث متروبليكس (تكساس), |دالاس الكبرى]] ، مع حرمها الرئيسي الذي يمتد على أجزاء من بلدة هايلاند بارك ومدن يونيفرسيتي بارك ودالاس في تكساس ، الولايات المتحدة . تدير SMU أيضًا حرمًا جامعيًا للأقمار الصناعية في بلانو وتاوس، في نيو مكسيكو.
تأسست في عام 1911 من قبل الكنيسة الأسقفية الميثودية في الجنوب، والجامعة مملوكة من قبل السلطة المركزية الجنوبية لما هو الآن الكنيسة الميثودية المتحدة. هناك المزيد من الكاثوليك المسجلين من الميثوديين، والجامعة ليست طائفية في تعاليمها.. اعتبارا من فصل الخريف 2018 ، كان طلاب الجامعة البالغ عددهم 11,649 طالبًا 6,479 طالبًا جامعيًا و 5,170 طالبًا من جميع الولايات الخمسين و 83 دولة. الولايات الرائدة في الترتيب هي تنازلي هي ولاية تكساس، كاليفورنيا، فلوريدا، إلينوي، كونيتيكت، جورجيا، ميسوري، تينيسي، نيويورك، كولورادو، لويزيانا دون إدراج الأجانب غير المقيمين. في حين أن الدول الرائدة بالترتيب التنازلي هي الصين والهند والمكسيك والمملكة العربية السعودية وإيران وكوريا وكندا وفيتنام وتايوان ونيجيريا وإيطاليا، مع 1596 أجنبي غير مقيم من 83 دولة و 521 طالب جامعي و 1075 خريج..
في الآونة الأخيرة، ارتفع ترتيب الجامعة الوطني إلى رقم 59 ، وفقا ل يو اس نيوز. 

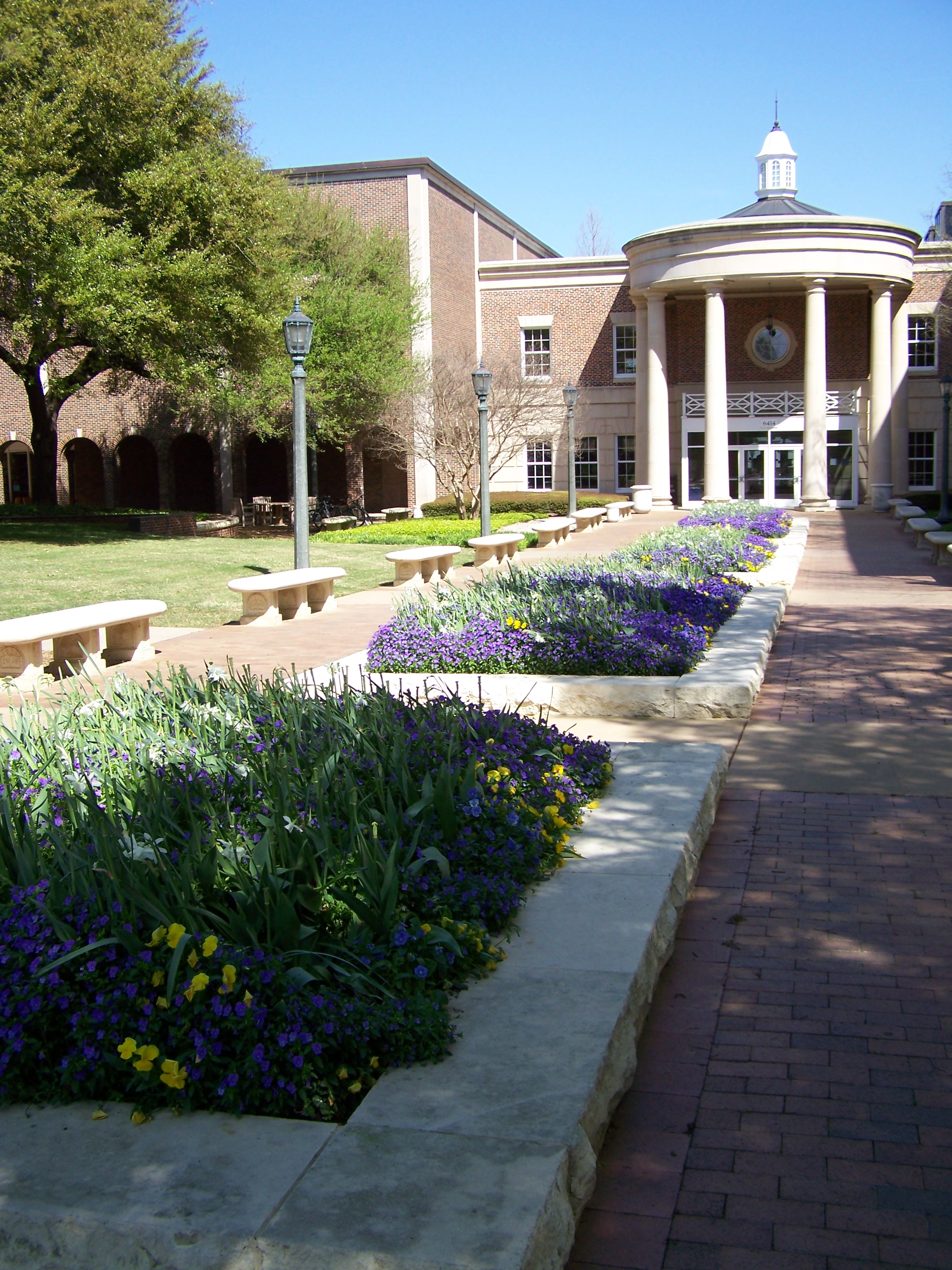
Fondren Library

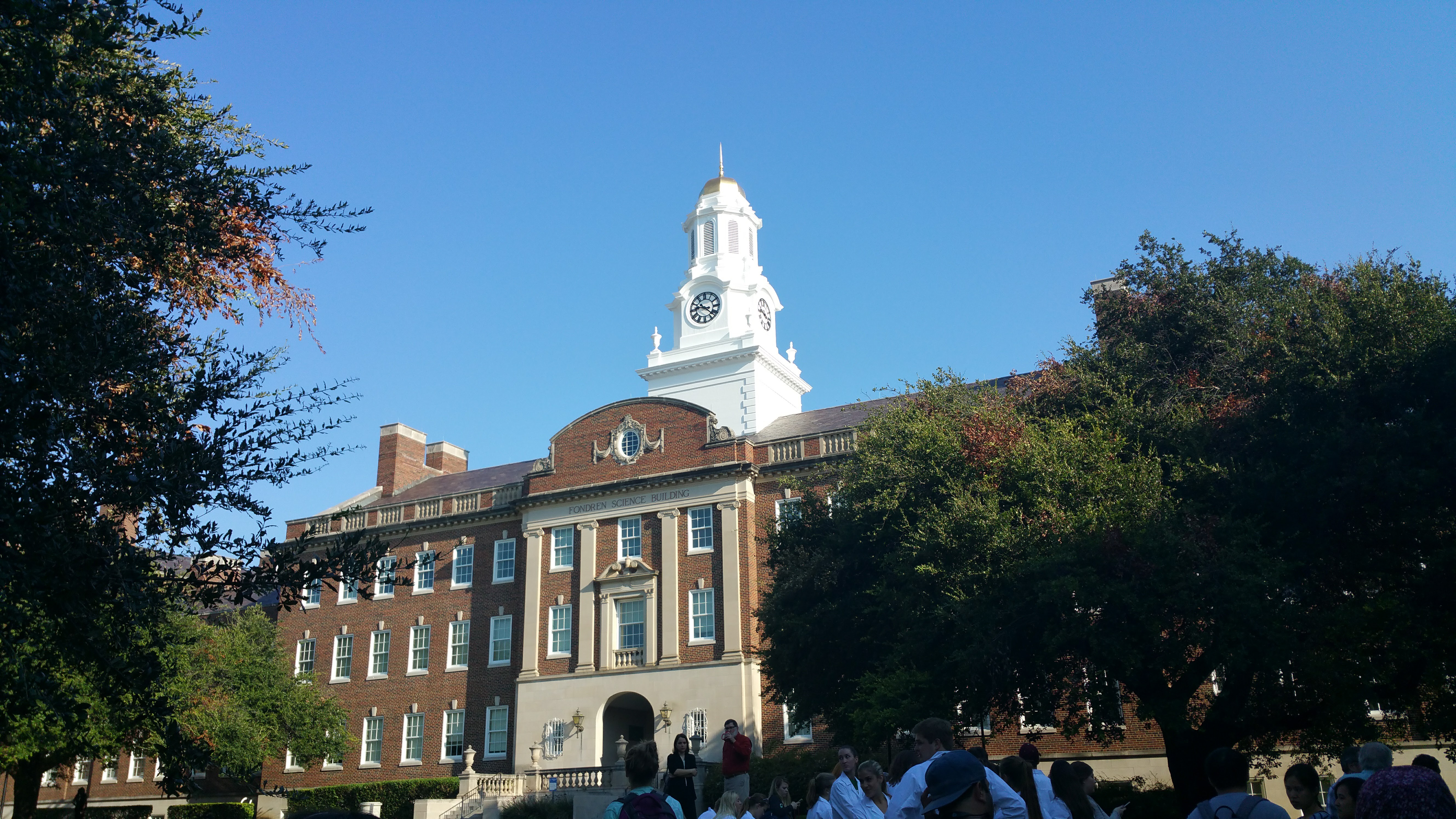
Fondren Science Building, a major building in the Dedman College of Humanities and Sciences

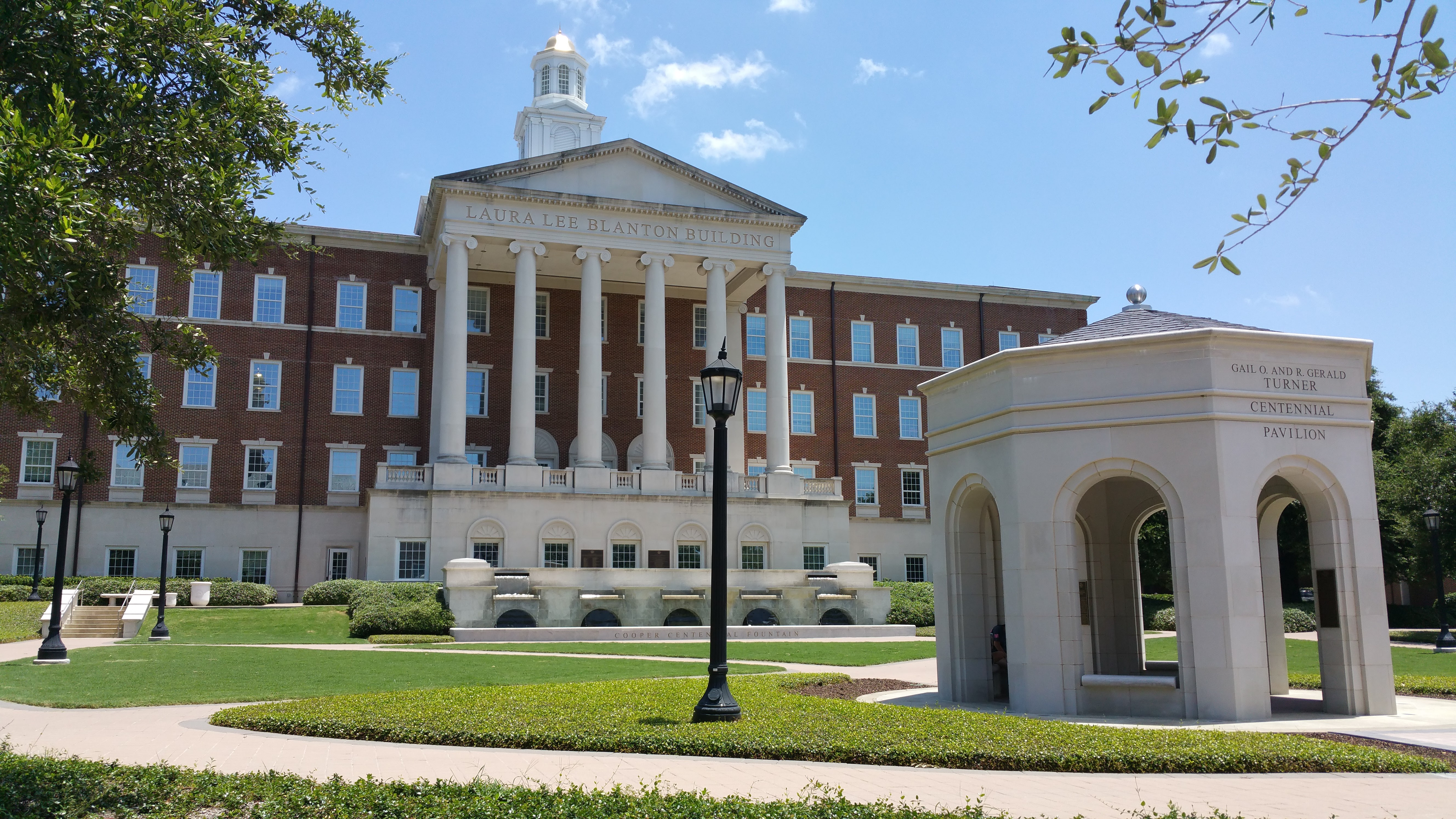
The Laura Lee Blanton Student Services Building with the Centennial Quadrangle in the foreground

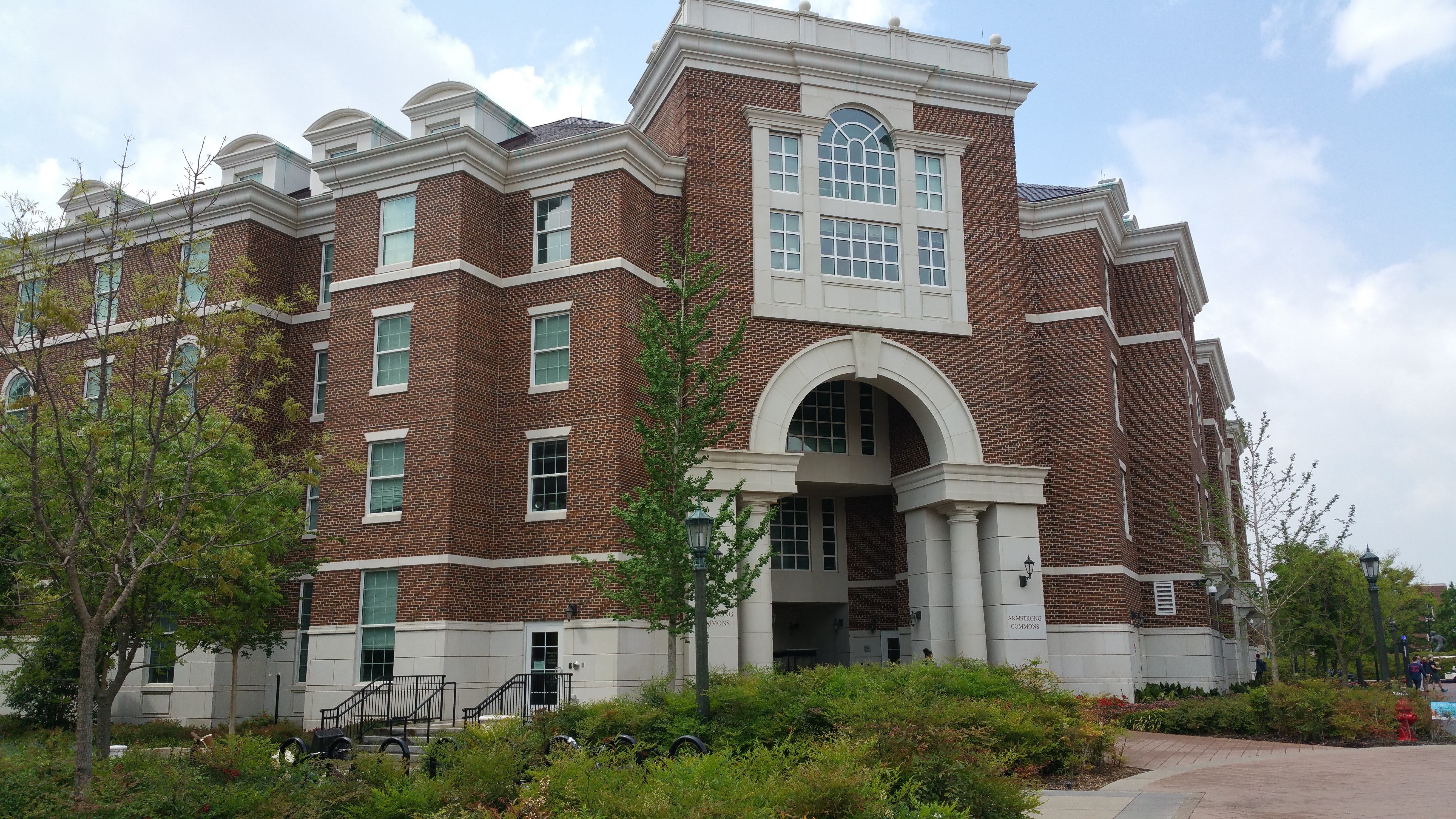
Armstrong Commons, one of five residential commons opened in 2014

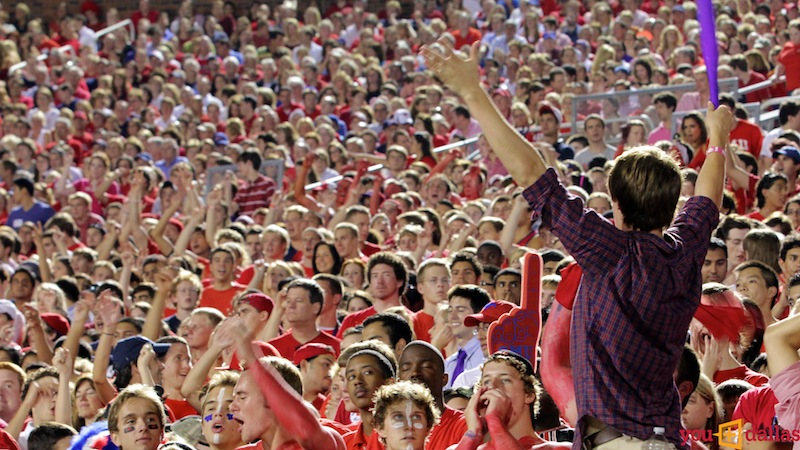
SMU football fans

## الروابط الخارجية
- الموقع الرسمي
- SMU Athletics website